# Ozero Ostrovki (sjö i Vitryssland)
Ozero Ostrovki (ryska: Озеро Островки) är en sjö i Belarus.   Den ligger i voblasten Vitsebsks voblast, i den norra delen av landet, 160 km nordost om huvudstaden Minsk. Ozero Ostrovki ligger 125 meter över havet. Arean är 0,37 kvadratkilometer. Den ligger vid sjön Ozero Rogovskoje. Den sträcker sig 1,2 kilometer i nord-sydlig riktning, och 0,9 kilometer i öst-västlig riktning.
Omgivningarna runt Ozero Ostrovki är en mosaik av jordbruksmark och naturlig växtlighet. Runt Ozero Ostrovki är det ganska glesbefolkat, med 22 invånare per kvadratkilometer.